# International UFO Museum
L'International UFO Museum di Roswell è un museo che raccoglie reperti, testimonianze e fotografie dei principali casi UFO della storia.
È meta di molti turisti a causa della notorietà del caso Roswell del 1947 avvenuto nella piccola città degli statunitense.